# Quận Tioga, Pennsylvania
Quận Tioga là một quận trong tiểu bang Pennsylvania, Hoa Kỳ. Quận lỵ đóng ở , Pennsylvania6. Theo điều tra dân số năm 2000 của Cục điều tra dân số Hoa Kỳ, quận có dân số người.2

## Địa lý
Theo Cục điều tra dân số Hoa Kỳ, quận có diện tích km², trong đó có km2 là diện tích mặt nước.

## Thông tin nhân khẩu
Theo điều tra dân số 2 năm 2000, đã có 41.373 người, 15.925 hộ gia đình, và 11.195 gia đình sống trong quận. Mật độ dân số là 36 người cho mỗi dặm vuông (14/km ²). Có 19.893 đơn vị nhà ở với mật độ trung bình là 18 cho mỗi dặm vuông (7/km ²). Cơ cấu chủng tộc dân cư quận này gồm 98,11% người da trắng, 0,60% da đen hay Mỹ gốc Phi, 0,23% người Mỹ bản xứ, 0,30% người châu Á, 0,01% người đảo Thái Bình Dương, 0,14% từ các chủng tộc khác, và 0,61% từ hai hoặc nhiều chủng tộc. 0,52% dân số là người Hispanic hay Latino thuộc chủng tộc nào. 23,1% là gốcĐức, 16,6% người Mỹ, 15,3% gốc Anh, 10,1% gốc Ailen, 6,0% người Ba Lan và Ý 5,3% theo điều tra dân số năm 2000.
Có 15.925 hộ, trong đó 30,40% có trẻ em dưới 18 tuổi sống chung với họ, 57,80% là các cặp vợ chồng sống với nhau, 8,60% có chủ hộ là nữ không có mặt chồng, và 29,70% là không lập gia đình. 24,40% của tất cả các hộ gia đình đã được tạo thành từ các cá nhân và 11,30% có người sống một mình 65 tuổi trở lên đã được người. Bình quân mỗi hộ là 2,48 và cỡ gia đình trung bình là 2,93.
Trong quận, đô tuổi dân cư dàn trải ra với 23,70% ở độ tuổi dưới 18, 10,60% 18-24, 25,40% 25-44, 24,20% 45-64, và 16,00% người 65 tuổi trở lên. Tuổi trung bình là 38 năm. Cứ mỗi 100 nữ có 95,90 nam giới. Cứ mỗi 100 nữ 18 tuổi trở lên, đã có 92,80 nam giới.